# Nordischer Kokonrüssler
Der Nordische Kokonrüssler (Limobius borealis) ist ein Rüsselkäfer aus der Unterfamilie Hyperinae. Das 2,5 bis drei Millimeter lange Insekt lebt auf verschiedenen Ạrten der Familie der Storchschnabelgewächse.
Die Art wird in den Roten Listen von Nordrhein-Westfalen unter der Kategorie 2 (seltene, an bestimmte Biotope gebundene Art, Gefährdung anzunehmen) geführt.
In Sachsen-Anhalt gilt sie als extrem selten und potentiell gefährdet.

## Bemerkungen zum Namen
Die Erstbeschreibung erfolgt 1792 unter dem Namen Curculio borealis durch den Schweden Paykull.
Paykull fügt seiner Beschreibung der Art hinzu: habitat in Muonioniska Bothniae occidentalis (lat.: lebt in Muonioniska im westlichen Bothnia (Ortschaft an einem  Fluss in Lappland)). Er erwähnt damit den Fundort des Exemplars, welches der Erstbeschreibung zugrunde liegt. Deswegen wählt er mit Bezug auf Rüsselkäfer in Schweden den Artnamen boreālis  (lat. nördlich), obwohl dieser Name nicht dem Verbreitungsgebiet der Art gerecht wird. Der Namensteil "nordisch" des deutschen Namens ist die Übertragung von borealis, der Namensteil Kokonrüssler bezieht sich darauf, dass die Larven sich in einem Kokon verpuppen.
Die Art oder Lokalvarietäten wurden mehrmals beschrieben, es existieren dafür die Namen:
- Phytonomus fumipes Curtis 1840
- Phytonomus globicollis Reiche&Saulcy 1857
- Phytonomus irregularis Bohemann 1842
- Curculio major Herbst 1795
- Curculio sus Herbst 1795
- Phytonomus fulvipes Stephens 1831
- Curculio dissimilis Herbst 1795
- Phytonomus hampei Capiomont 1868

Die Art kommt in zwei Unterarten vor, Limobius borealis borealis und Limobius borealis arvernus. Das Vorkommen von Limobius borealis arvernus ist auf Frankreich beschränkt.
Der Gattungsname Limōbius ist von altgr. λειμών leimōn, Wiese und βίος bios, Wohnort abgeleitet und sagt aus, dass die Arten der Gattung in offenem Gelände leben.
Die Gattung Limobius ist weltweit mit nur drei Arten vertreten, die alle auch in Europa vorkommen.

## Merkmale des Käfers
Durch die rüsselförmige Verlängerung des Kopfes ist der Käfer sofort als Rüsselkäfer erkennbar. Von oben betrachtet sieht er wie ein Eichel mit zu kleinem Fruchtbecher aus und ähnelt damit stark den Arten der Gattung Hypera. Ein gravierender Unterschied ist jedoch, dass der zweite Abschnitt des Fühlers, die Geißel, nur sechsgliedrig ist (in Abb. 2 gut erkennbar) und nicht wie bei Hypera siebengliedrig.
Der Körper ist mit Schuppen und Borstenhaaren bedeckt. Die bleichen Schuppen sind länglich und an der Spitze um ein knappes Drittel eingeschnitten (Abb. 5). Die Borstenhaare sind aufgerichtet, schwarz oder weiß. Sie verleihen dem Käfer ein struppiges Aussehen.
Die Augen sind länglich und kaum gewölbt. Ihr Unterrand erreicht den Unterrand des Rüssels nicht (Abb. 1 und 2).
Der Rüssel ist kräftig und etwa dreimal so lang wie breit. Er kann in der Ruhelage nicht auf die Brust gelegt werden. Er ist etwas nach innen gebogen und zur Spitze leicht verbreitert. Im vorderen Drittel ist der Rüsselrücken schmäler als die Rüsselunterseite, deswegen ist die Fühlerfurche im vorderen Teil von oben einsehbar (Abb. 2), dann verläuft sie seitlich auf das Auge zu und endet vor diesem (in Abb. 1 als schwarze, unbehaarte Rinne).
|                   |                       |                    |
| Abb. 1: Oberseite | Abb. 2: Vorderansicht | Abb. 3: Unterseite |

Die Flügeldecken sind zusammen deutlich breiter als der Halsschild. Die Schultern sind breit verrundet. Der Hinterleib endet breit abgerundet. Die Flügeldecken sind gestreift. Alle Zwischenräume zwischen den Punktreihen sind gleichmäßig flach. Die ungeraden Zwischenräume sind undeutlich weiß und dunkel gegittert, auf den anderen Zwischenräumen können sich jedoch auch dunkle Abschnitte finden (in Abb. 1 noch am ehesten erkennbar).
Die Vorderhüften sind nicht dem Hinterrand der Vorderbrust genähert, sondern etwa in der Mitte zwischen Vorder- und Hinterrand der Vorderbrust eingelenkt. Sie liegen sehr nah zusammen (Abb. 3). Die Schienen haben auf der Innenseite einen kleinen Enddorn (am besten in Abb. 4 an den Vorderschienen sichtbar). Die Außenkanten sind unbewehrt. Die Tarsen sind alle viergliedrig, dass dritte Glied ist verbreitert und tief ausgeschnitten (zweilappig). Die Klauen sind an der Basis nicht verwachsen (frei).
|                     |               |
| Abb. 5: Beschuppung |               |
|                     |               |
| Abb. 4: Larve       | Abb. 6: Kokon |

## Biologie
Die Art lebt oligophag auf verschiedenen Storchschnabelgewächsen der Gattungen Geranium und Erodium, sie wird auch von weiteren Pflanzen gemeldet. Am häufigsten findet man ihn an Geranium sanguineum.
Man findet die Art ausschließlich an trockenwarmen Standorte (stenotop, xerothermophil) beispielsweise an Trockenhängen, auf trockenen Wiesen, an Feldrainen.
Der Käfer frisst an den Blättern der Wirtspflanze. Die Larven fressen an den Blüten (Abb. 4) hauptsächlich Kronblätter, gelegentlich auch Kelchblätter. Sie befinden sich auf einem Übergangsstadium zwischen Ektophagie und Endophagie. Obwohl die Entwicklung nicht wie bei echten Endophagen innerhalb des Pflanzengewebes stattfindet, bietet die Blütenhülle doch einen gewissen Schutz vor Fressfeinden
Zur Verpuppung stellen die Larven aus ihren Sekreten einen Puppen-Kokons, der innerhalb der Kelchblätter gelegen gut getarnt ist (Abb. 6).

## Verbreitung
Die Art ist in Europa und dem Kaukasus heimisch, in Mitteleuropa meist nicht häufig. Das Vorkommen schwankt sehr. Einerseits wird der Käfer als selten eingestuft, andrerseits ist er an den Fundstellen meist zahlreich.